# Kulturhuset Ängeln

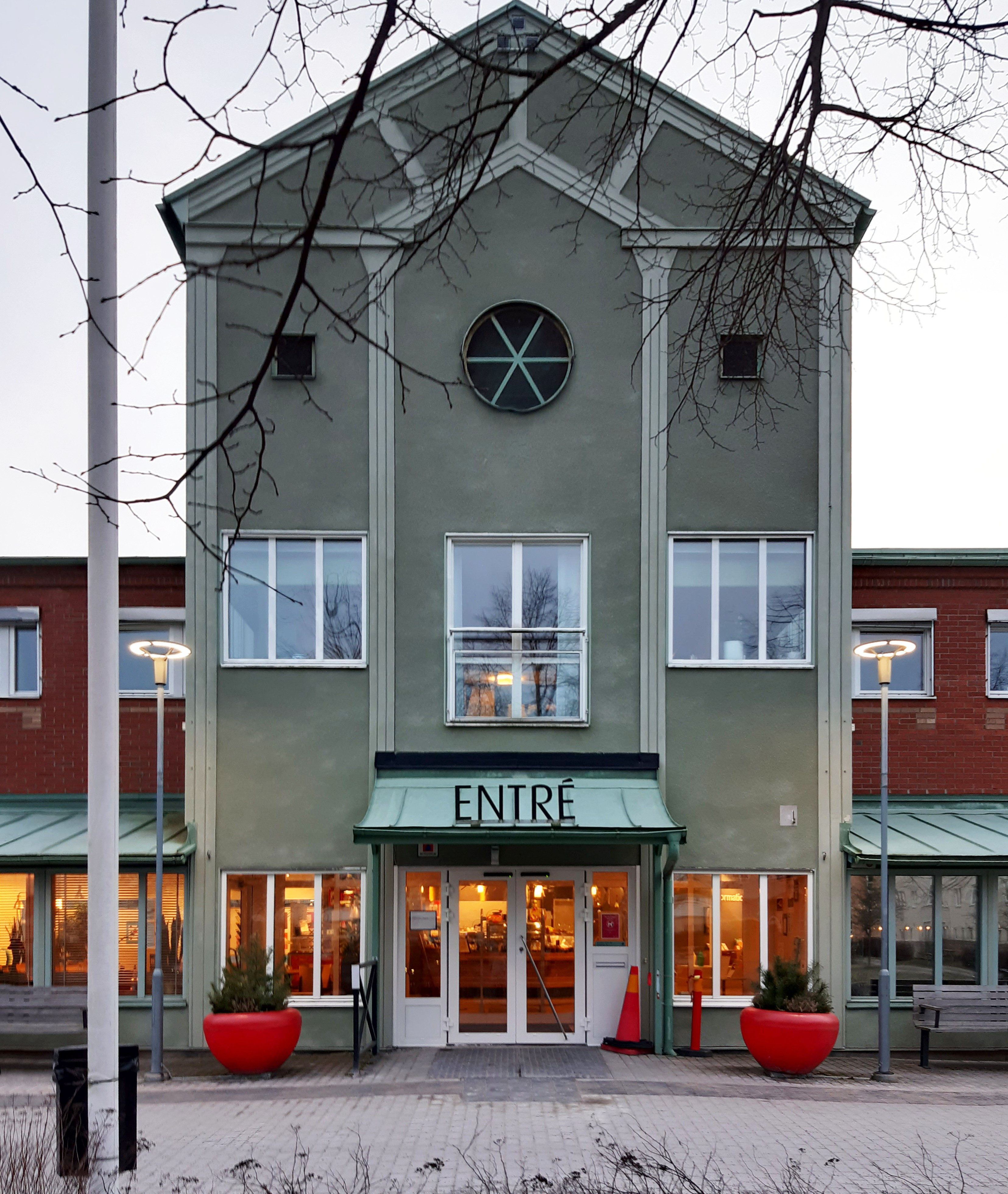
Kulturhuset Ängeln, 2020.

Kulturhuset Ängeln är en mötesplats i centrala Katrineholm för alla åldrar med litteratur, konst och ett brett programutbud. Här finns bibliotek, konsthall, hörsal, kafé samt kulturförvaltningen. I Kulturhuset Ängeln finns Katrineholms bibliotek.
Kulturhuset Ängeln har fått sitt namn efter den idag rivna byggnaden Änglahuset. Änglahuset låg på Drottninggatan 9 i Katrineholm och revs 1961.[källa behövs] På byggnadens fasad satt fem stycken änglar, varav tre kunde räddas vid rivningen.[källa behövs] En av dessa änglar finns idag bevarad i det nuvarande Kulturhuset Ängeln på Djulögatan 27.[källa behövs]

## Katrineholms konsthall
Katrineholms konsthall visar modern samtidskonst i utställningar med nationella och internationella konstnärer. I konsthallen kan du se olika tekniker som Fotografi, måleri, skulptur och ljudkonst. 
Utställande konstnärer i urval:
- Torbjörn Nolkrantz 2009
- Eva Dahlin 2010

- PG Thelander 2011
- Inta Ruka 2012
- Ylva Ceder 2014
- Stina Wollter 2019
- Cooper & Gorfer 2020
- Matti Kallioinen 2021